# Ashley Rickards
Pour les articles homonymes, voir Rickards.
Ashley Rickards, née Ashley Nicole Rickard le 4 mai 1992 à Sarasota, en Floride (États-Unis), est une actrice américaine.

## Biographie

### Enfance et formation
Elle a terminé ses études secondaires à l’âge de 15 ans. Elle fait partie des 2% de la population à avoir un QI élevé à la moyenne pour pouvoir rentrer dans l'organisation Mensa.

### Carrière
Entre 2008 et 2009, elle a joué le rôle de Samantha "Sam" Walker, une élève d'Haley James Scott (Bethany Joy Lenz) au lycée de Tree Hill qui devient pour un temps la fille adoptive de Brooke Davis (Sophia Bush) dans la série Les Frères Scott.
En 2011, elle tourne dans le film Fly Away (en) de Janet Grillo (en) aux côtés de Beth Broderick, Greg Germann et J. R. Bourne. Pour ce rôle, elle est notamment récompensée dans la catégorie « Meilleure performance » lors du Arizona International Film Festival de 2011.
La même année, il est annoncé qu'elle rejoint la série télévisée Awkward, au côté de Beau Mirchoff, dans le rôle principal de Jenna Hamilton. La série diffuse entre le 19 juillet 2011 et le 24 mai 2016 sur MTV.

## Filmographie

### Cinéma
- 2006 : Web Journal Now : Janet
- 2007 : Spoonfed : Bridgette
- 2009 : Dirty Girl : Danielle
- 2009 : Ultimate Game : 2Katchapredator
- 2011 : Fly Away (en) de Janet Grillo (en) : Mandy
- 2012 : Sassy Pants : Bethany Pruitt
- 2013 : Struck By Lightning
- 2014 : Ghost Bastards 2 (A Haunted House 2) : Becky
- 2014 : Mauvaises Fréquentations : Kristen Stevens
- 2014 : At the Devil's door : Hannah
- 2017 : Les Parias (The Outcasts) : Virginia
- 2020 : Smiley Face Killers : Alana

### Télévision

#### Séries télévisées
- 2006-2007 : Distant Roads : La fille
- 2007 : Les Experts : Manhattan : Lindsey Monroe jeune
- 2007 : Ugly Betty : Sharra
- 2007 : Zoey 101 : Molly Talbertsen
- 2008 : Entourage : Candice
- 2008-2009 : Les Frères Scott (One Tree Hill) : Samantha "Sam" Walker (saison 6, 19 épisodes)
- 2011 : American Horror Story : Chloé Stapleton (saison 1, épisodes 5 et 6)
- 2011-2016 : Awkward : Jenna Hamilton (rôle principal, 89 épisodes)
- 2016 : The Flash : Rosalind "Rosa" Dillon / The Top (6 épisodes)[4]
- 2017 : Dimension 404 : Sue Hirsch
- 2019 : ctrl alt delete : A'sha (6 épisodes)

#### Téléfilms
- 2007 : American Family : Julia Bogner
- 2017 : Vengeance en ligne : Jessie
- 2018 : Mon fils sous emprise (Pretty Little Stalker) : Mallory

### Clip
- 2009 : The Fray - How to Save a Life (Chanson) : Figurante du clip
- 2013 : M83 - Claudia Lewis (Chanson)